# هاري ويبر (نحات)
هاري ويبر (بالإنجليزية: Harry Weber)‏ هو نحات أمريكي، ولد في 11 يونيو 1942 في سانت لويس في الولايات المتحدة.